# El Templo Satánico
El Templo Satánico (The Satanic Temple) es una organización no teísta y organización no gubernamental dedicada al activismo político y cultural con sede en Salem, Massachusetts. Parte del movimiento del satanismo simbólico o «laveyano» que ve a la figura de Satanás, no como un ser real o existente, sino como símbolo contracultural de rebeldía y libertad, pero que se diferencia de la Iglesia de Satán de LaVey por su activismo político y su posición ideológica más a la izquierda, promoviendo ideas humanistas y socio-liberales [cita requerida]. 
Gran parte de su activismo se mueve en torno a la separación entre la Iglesia y el Estado, el racionalismo, el escepticismo, los Derechos Humanos y los derechos de las minorías. Se le ha designado también como una parodia religiosa. Ha presentado diversas demandas ante los tribunales para fomentar ya sea la secularidad del gobierno o bien la inclusión de todas las comunidades religiosas. También se han opuesto firmemente al castigo corporal en niños iniciando una campaña contra el abuso infantil, contra la discriminación hacia la comunidad LGBT y hacia los musulmanes. Steve Hill, miembro de la organización y candidato al Senado Estatal de California por el Partido Demócrata es el primer político abiertamente satanista del que se tiene noticia. Recibió cobertura mediática en noviembre de 2015 cuando se ofreció a brindar protección voluntaria a cualquier musulmán que se sintiera temeroso de represalias violentas a raíz de los atentados de París.
El Templo Satánico se distanció de las posiciones más a la derecha propias de la Iglesia de Satán fundamentadas en el nietzscheanismo y el Darwinismo social acogiendo ideas del humanismo y el liberalismo cultural ubicándose más a la izquierda del espectro[cita requerida]. Tampoco comparte las creencias sobrenaturales y esotéricas del laveyanismo. El grupo apoya el derecho de la mujer al aborto y la educación laica.

## Historia

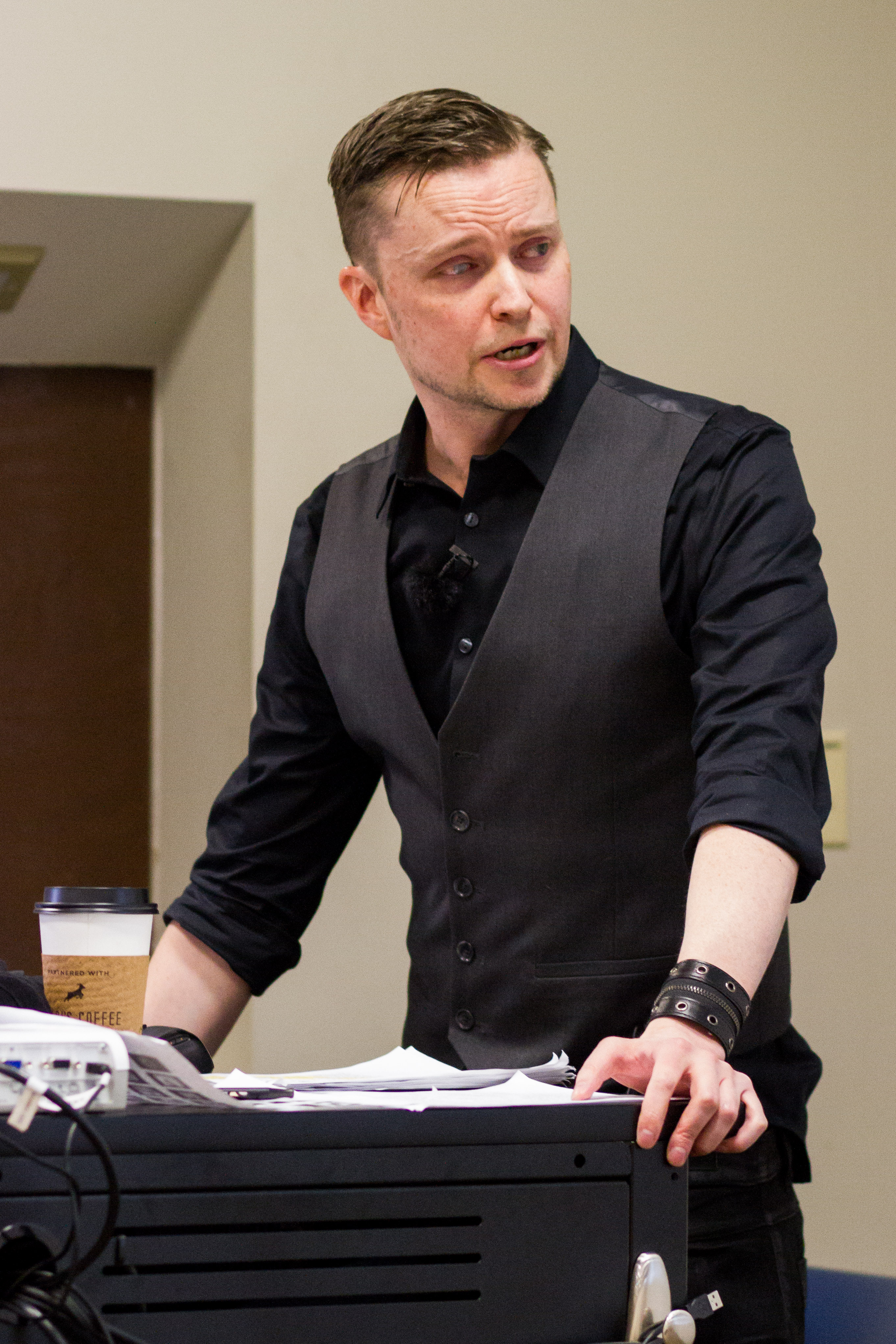
El escritor Lucien Greaves es el portavoz del grupo

Fundado en 2013 por Malcolm Jarry y Lucien Greaves (pseudónimos) como respuesta a una iniciativa de la Casa Blanca de financiar organizaciones religiosas durante la administración de George W. Bush, tiene unas 20 capillas en las principales ciudades estadounidenses.
Como parte de sus campañas por la igualdad religiosa y la secularización, el grupo aprovecha su estatus oficial de grupo religioso para exigir los mismos privilegios que se le den a las iglesias evangélicas. Así, por ejemplo, tras la aprobación de la ley 98 del Senado de Florida que legalizaba la realización de oraciones en asambleas estudiantiles en escuelas públicas organizaron oraciones satanistas. También logró exitosamente que se aprobara la presencia de una estatua de Baphomet en el Capitolio de Oklahoma como respuesta a la presencia de un monumento que contiene los Diez Mandamientos argumentando que al ser un sitio público todas las religiones debían estar representadas. Sin embargo después de que los Diez Mandamientos fueron removidos, el Templo Satánico optó por no colocar la estatua al considerar injusto que sólo hubiera una religión representada, colocándola en su sede en Detroit en medio de airadas protestas. Similarmente en contraposición a los clubes cristianos extracurriculares permitidos en algunas escuelas el grupo creó los After School Satan clubs que se mantienen en varias ciudades estadounidenses a pesar de las protestas de algunos padres.
En 2015 y 2016 organizaron contraprotestas en respuesta a grupos antiaborto que realizaban manifestaciones contra Planned Parenthood frente a sus sedes, usualmente haciendo uso de indumentaria sadomasoquista y fetichista y performances teatrales con contenido erótico. Otras actividades en protesta que realizaron incluye; el «Ritual de Pentagrama» realizado el 6 de junio de 2016 en la ciudad de Los Ángeles, como protesta por la declaración que hizo el alcalde Rex Parris de declararla «ciudad cristiana». Manifestantes conservadores contraprotestaron el ritual y se pagó un servicio de escritura aérea para dibujar una cruz en el cielo pero por error la cruz resultó invertida. El evento también buscaba apoyar la candidatura de Steve Hill al Senado.
Algunas de las campañas realizadas por la agrupación han sido: el Children Project iniciada en 2014 busca prevenir y combatir el abuso físico en los niños y el castigo corporal, las «Misas Rosas» (Pink Mass) en donde se realizan ceremonias con alto contenido homosexual en la tumba de conocidos homófobos como la madre de Fred Phelps, el fundador de la extremista Iglesia Bautista de Westboro, también realizaron una misa satánica en 2017 en lo que aseguran fue la concentración más grande de satanistas hasta la fecha. Tanto Greaves como Malcolm han denunciado amenazas de muerte por su activismo.
En abril de 2019, fue reconocida oficialmente como organización religiosa en Estados Unidos de América.

## Misión y principios
La misión del Templo Satánico es fomentar la benevolencia y la empatía entre todas las personas, rechazar la autoridad tiránica, defender el sentido común práctico y la justicia, y ser dirigido por la conciencia humana para llevar a cabo actividades nobles guiadas por la voluntad individual. De mentalidad cívica, el Templo Satánico ha participado en una serie de buenas obras, incluida la toma de posición frente a la controvertida y extremista Iglesia Bautista de Westboro, que trabaja en nombre de los niños en las escuelas públicas que han sido objeto de castigo corporal y más.

Principios

1. Uno debe esforzarse por actuar con compasión y empatía hacia todas las criaturas de acuerdo con la razón.
2. La lucha por la justicia es una actividad continua y necesaria que debe prevalecer sobre las leyes y las instituciones.
3. El cuerpo de uno es inviolable, sujeto solo a la propia voluntad.
4. Las libertades de los demás deben respetarse, incluida la libertad de ofender. Invadir deliberada e injustamente las libertades de otro es renunciar a los tuyos.
5. Las creencias deben ajustarse a nuestra mejor comprensión científica del mundo. Debemos tener cuidado de nunca distorsionar los hechos científicos para que se ajusten a nuestras creencias.
6. Las personas son falibles. Si cometemos un error, debemos hacer todo lo posible para rectificarlo y resolver cualquier daño que pueda haber sido causado.
7. Cada principio es un principio rector diseñado para inspirar nobleza en acción y pensamiento. El espíritu de compasión, sabiduría y justicia siempre debe prevalecer sobre la palabra escrita o hablada.

La autora Valerie Tarico describió los principios del Templo Satánico como "Más genuinos a las palabras de Jesús que muchos cristianos".